# Alfons Figueras
Alfons Figueras i Fontanals, también conocido como Alfonso (su mismo nombre, pero en castellano),  fue un historietista español (Villanueva y Geltrú, Barcelona, 15 de octubre de 1922 - 6 de julio de 2009), adscrito a la segunda generación o generación del 57 de la Escuela Bruguera, junto a autores como Gin, Ibáñez, Nadal, Raf, Segura, Martz Schmidt o Vázquez. Es el creador de personajes como Aspirino y Colodión y Topolino, el último héroe.

## Biografía

### Inicios profesionales
En su pueblo natal conoció a Salvador Mestres, quien le puso en contacto con el mundo del cómic. Aunque durante la guerra civil trabajó en diversas publicaciones, es en los años 40 cuando se inició como profesional en el mundo de la historieta, trabajando para las editoriales Marco, Bruguera e Hispano Americana. De esta última publicó varios trabajos en la revista Leyendas Infantiles, donde, entre otras cosas, se ocupaba de calcar páginas a color de los clásicos norteamericanos (Flash Gordon, Tarzán, Terry y los piratas, etc), para poder imprimirlas después en blanco y negro, o para que actuaran de viñetas de enlace. En esta ocupación coincidió con otros famosos dibujantes, como Juan García Iranzo.
Entre 1946 y 1947 publicó varias series de historieta de dibujo realista, como Mysto (revista Chicos, 1946), Mr. Radar (revista El Coyote, 1947) y El Hombre Eléctrico (también en El Coyote, ese mismo año). Tras estas publicaciones, abandonó definitivamente el estilo realista para centrarse en la historieta humorística.
Entre 1948 y 1956 Figueras realizó medio centenar de series diferentes para semanarios humorísticos, entre las que destacan:
- Napulión (revista KKO, 1948)
- Pistolini Lupo (revista Historietas, 1949)
- Gummo (revista Chicos, 1949)
- Tonty (revista Búfalo, 1950)
- Rubin Ruud (revista Cubilete, 1950)
- Loony (revistas Nicolás, 1951, y Paseo Infantil, 1956)[4]
- Simplicio (revista Aventurero, 1952)
- ¡Qué guerra! (revista Nicolás, 1952)
- Pipo y Teka (revista Yumbo, 1956)

### Estancia en Venezuela
En 1956 se trasladó a Venezuela, país en el que residió durante doce años, para trabajar en unos estudios de dibujos animados. 

### Regreso a España
Al regresar, siguió trabajando en la animación, pero una serie de fracasos le empujó a volver a la historieta. Volvió a trabajar para las revistas de Bruguera, para las que creó algunos de sus personajes más conocidos, como:
- El "Chipirón" y su tripulación (revista Tele Color, 1967)
- Aspirino y Colodión (1967)
- Harry Cawallo (1968)
- Topolino, el último héroe (1968)
- Cine Locuras (1969)
- Don Terrible Buñuelos (1975)

Figueras compatibilizó estos trabajos con la realización de tiras de prensa, como Don Plácido (1970), para La Vanguardia, o El Bon Jan (1976) y Mr. Hyde (1987), para Avui. También escribió artículos y reseñas para diferentes medios, como las revistas Bang! y Totem.
Mante del cine clásico, y en especial de las películas de terror, incorporará el género en sus historietas, aderezándolas con su surrealista humor, lo que dará lugar a la creación de personajes como Mr. Hyde, Franciscostein, o Dr. Mortis y series como Shock, Cine Horror, o Historias extraordinarias.
En 1988 colaboró en la remozada TBO de Ediciones B con nuevas series, como Fortunato o Historias extraordinarias. Ese mismo año, obtuvo el Gran Premio del Salón del Cómic de Barcelona.

## Estilo
El estilo de Figueras, con una marcada predilección por el humor surrealista y fantástico, resulta inusual en el marco de la historieta humorística española. En su obra tuvieron una gran influencia el cine cómico mudo, el cine fantástico, las novelas de género y los cómics clásicos norteamericanos, como la tira cómica Krazy Kat, de George Herriman.

## Recopilaciones
- Don Plácido (Euredit: Humor siglo XX, 1970)
- Aspirino y Colodión y su mundo loco (Bruguera, Colección Olé!, n.º 51, 1971)
- Shock (Toutain, 1973)
- Cine Locuras: Guerra Loca (Bruguera, Colección Olé!, n.º 70, 1973). ISBN 84-02-02754-7.
- El Bon Jan (Del Cotal, 1979)
- Mr Radar (Revival Comics, 1981)
- Alfons Figueras (Classic Cómics, 1985)
- El Malvado Mr Hyde (Ediciones B, 1991)
- Don Terrible Buñuelos (Ediciones B, Colección Olé!, n.º 392, 1991). ISBN 84-406-2376-3.
- Topolino (Astiberri, 2006)
- Doctor Mortis (El Patito Editorial, 2008). ISBN 978-84-936632-0-9.
- Estampas Malignas (El Patito Editorial, 2009). ISBN 978-84-936632-3-0.